# آرثر راي
آرثر راي (بالإنجليزية: Arthur Rae)‏ هو سياسي نيوزلندي، ولد في 14 مارس 1860 في كرايستشرش في نيوزيلندا، وتوفي في 25 نوفمبر 1943 في أستراليا. حزبياً، نشط في حزب العمال الأسترالي. وقد انتخب عضو مجلس الشيوخ الأسترالي ‏ عن دائرة نيوساوث ويلز ‏ (1 يوليو 1929 – 30 يونيو 1935) وانتخب عضو الجمعية التشريعية نيو ساوث ويلز عن دائرة Electoral district of Murrumbidgee ‏ (29 يونيو 1891 – 25 يونيو 1894) وانتخب عضو مجلس الشيوخ الأسترالي ‏ عن دائرة نيوساوث ويلز ‏ (1 يوليو 1910 – 5 سبتمبر 1914).